# NGC 2844
NGC 2844 (другие обозначения — UGC 4971, MCG 7-19-64, ZWG 209.57, IRAS09186+4021, PGC 26501) — спиральная галактика (Sa) в созвездии Рысь.
Этот объект входит в число перечисленных в оригинальной редакции «Нового общего каталога».
Галактика имеет очень большой балдж, чья светимость преобладает над светимостью её диска.